# Sang a les mans
 Sang a les mans  (Kiss the Blood Off My Hands) és una pel·lícula estatunidenca, dirigida per Norman Foster, estrenada el 1948 i doblada al català

## Argument
El fugitiu Bill Saunders i la solitària infermera Jane Wharton creuen els seus camins quan el primer s'amaga al seu apartament.

## Repartiment
- Joan Fontaine: Jane Wharton
- Burt Lancaster: William Earle 'Bill' Saunders
- Robert Newton: Harry Carter
- Lewis L. Russell: Tom Widgery
- Aminta Dyne: Landlady
- Grizelda Harvey: Sra. Paton
- Jay Novello: Capità
- Colin Keith-Johnston: Jutge
- Reginald Sheffield: Superintendent
- Campbell Copelin: Publican
- Leyland Hodgson: Tipster
- Peter Forbes: El jove pare